# Olindias formosa
Olindias formosa är en nässeldjursart som först beskrevs av Shoji Goto 1903.  Olindias formosa ingår i släktet Olindias och familjen Olindiasidae. Inga underarter finns listade i Catalogue of Life.

## Bildgalleri

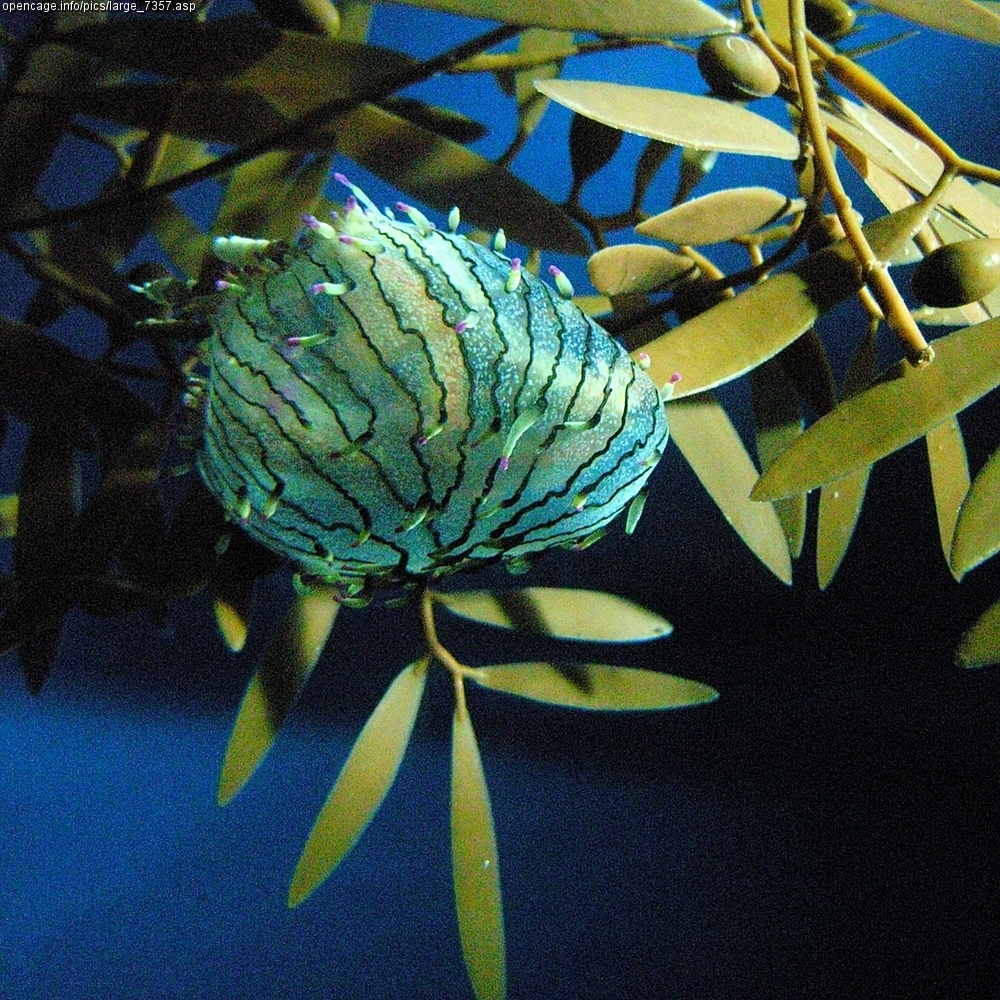